# Hypsizygus tessulatus
Буна шімеджі (Hypsizygus tessulatus) — вид грибів родини Ліофілові.

## Назва
В англійській мові має назву «буковий гриб» (англ. Beech Mushroom).

## Будова
Гриб важко відрізнити від Hypsizygus ulmarius. Його плодові тіла так само виростають з деревини листяних порід на ніжці 3–8 см і має середнього розміру (4–8 см), бліді, опуклі шапки. Пластини прикріплені до ніжки. Цей гриб має білі спори. Запах не відчутний.

## Поширення та середовище існування
Зростає у Східній Азії найчастіше на букових деревах.

## Практичне використання
Їстівний гриб, популярний у японські кухні (супах, набемоно, такікомі гохан). У сирому вигляді має гіркуватий смак, що зникає після приготування. Має трохи хрустку структуру та горіховий присмак. Вирощується у промислових масштабах.

## Галерея

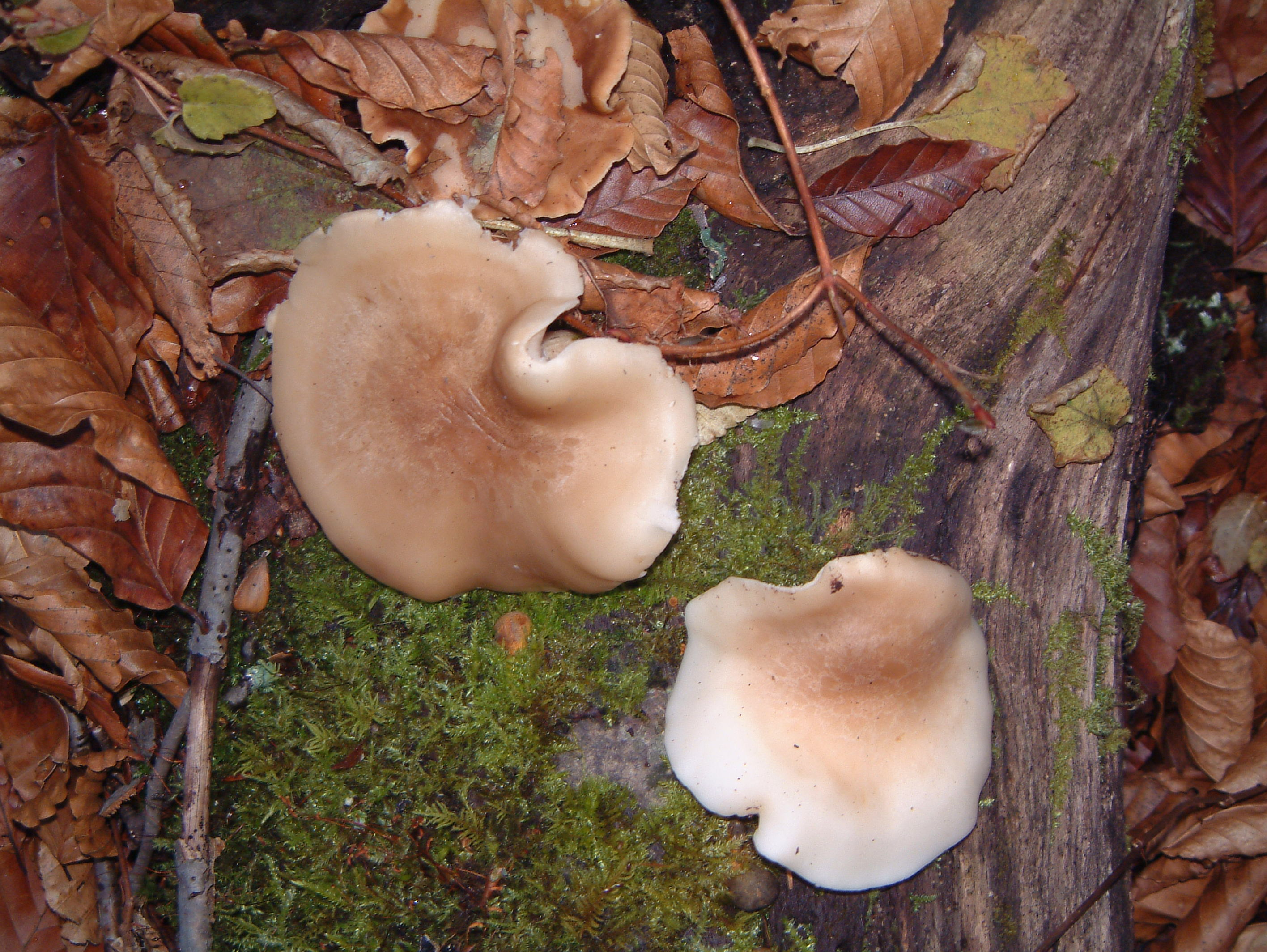
Гриб у природних умовах
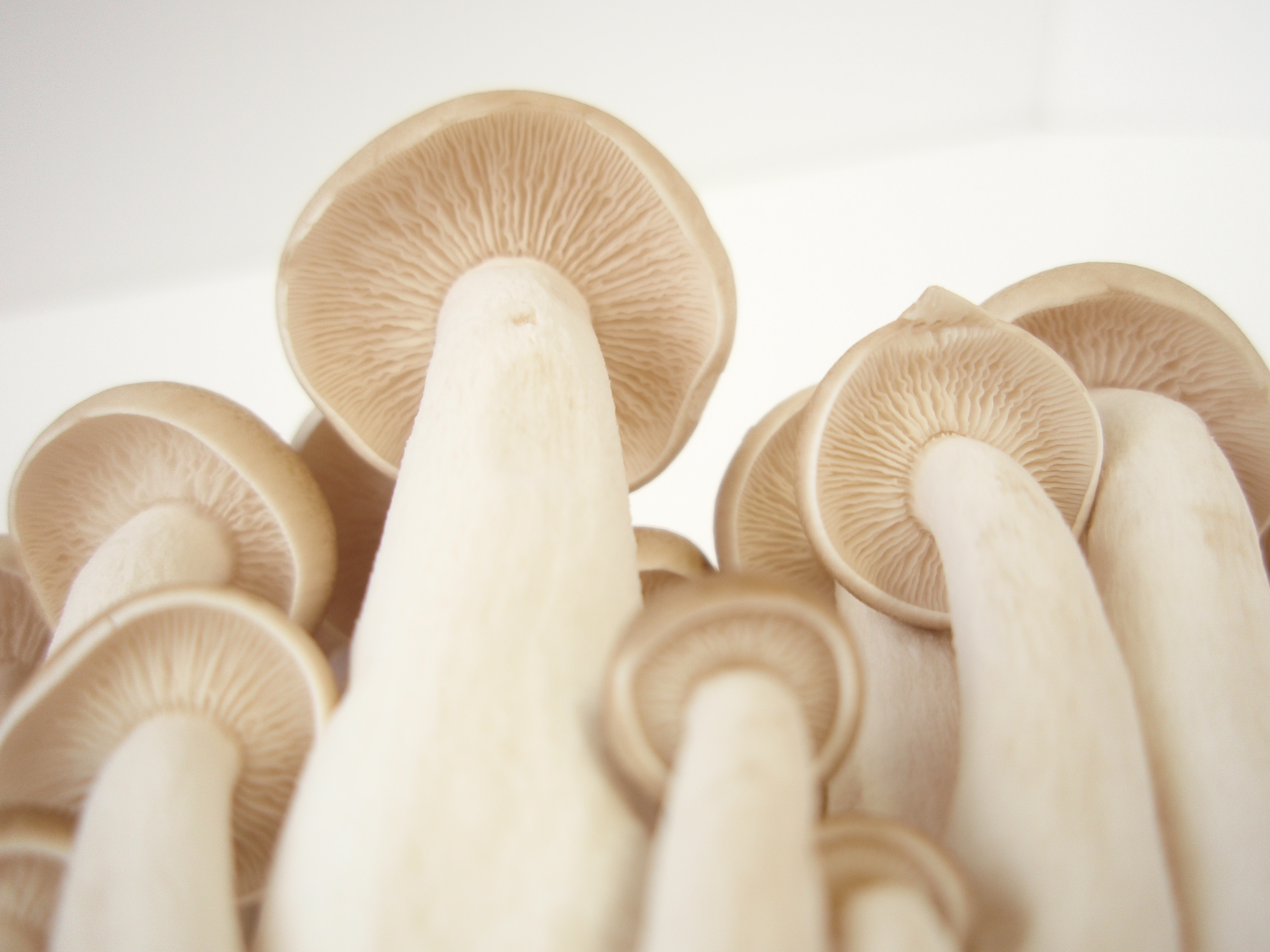
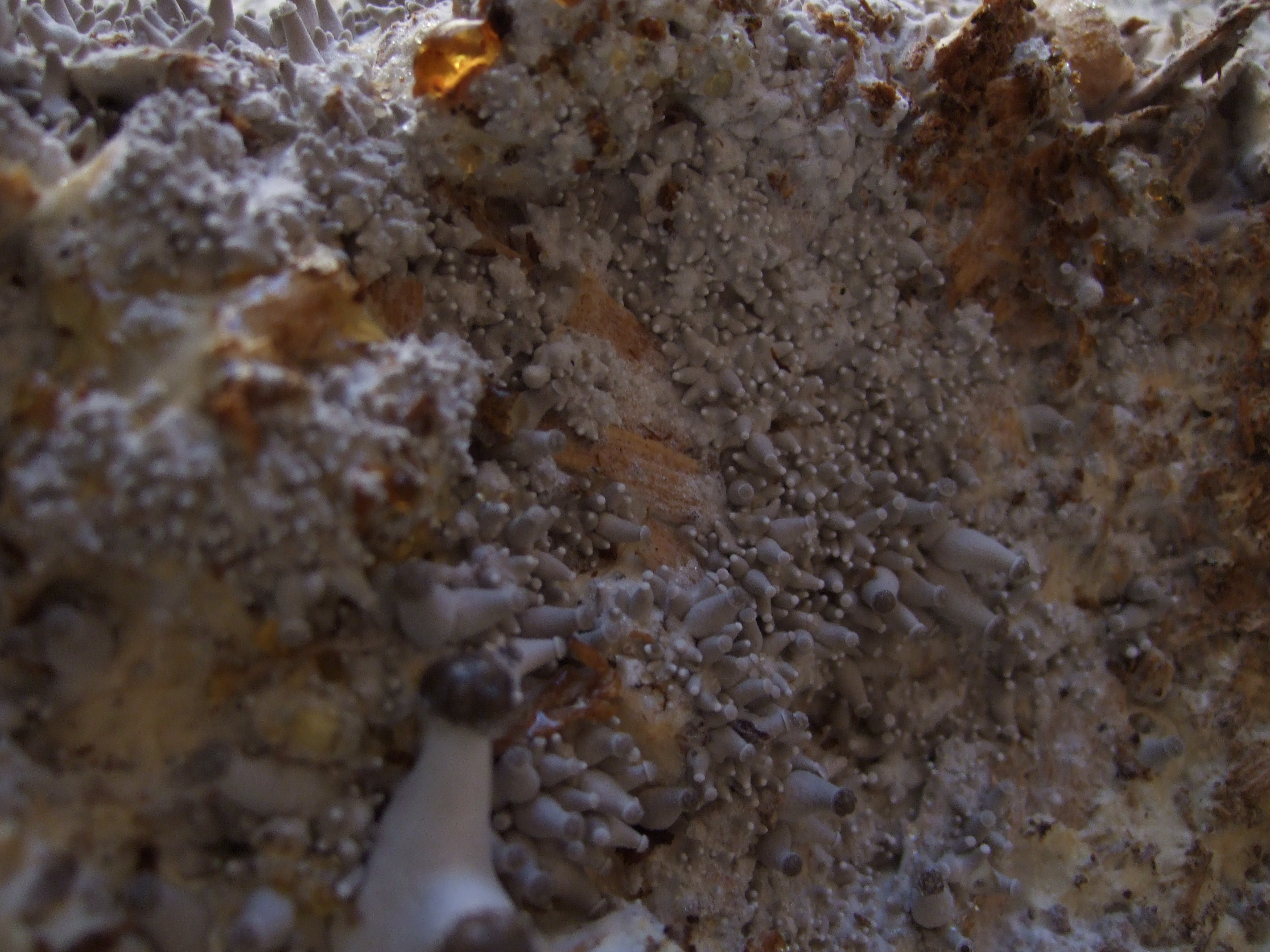
Грибниця на тирсі